# Javier de Lorenzo Martínez
Javier de Lorenzo Martínez, (Cáceres, Extremadura, España; 9 de octubre de 1939) es un filósofo-matemático español,  Catedrático Emérito de la Universidad de Valladolid. Su obra se centra en la Historia y Filosofía de la Matemática y en la Historia y Filosofía de la Ciencia.
Es hijo del escritor Pedro de Lorenzo.

## Carrera Académica
Fue Licenciado en Matemáticas y Filosofía por la Universidad Central de Madrid y Doctor en  Filosofía, y Titulado en Periodismo por la Escuela Oficial de Periodismo de Madrid. 
Inició su actividad académica como profesor de Matemáticas en el Instituto Ramiro de Maeztu de Madrid en 1961. 
En 1968 obtuvo la cátedra de instituto. En 1987 se incorpora a la Universidad de Valladolid colaborando en la creación de los estudios de Filosofía y, en concreto, del Departamento de Lógica y Filosofía de la Ciencia.
En esta Universidad obtuvo la Cátedra de Universidad en 1993 y en 2010 fue nombrado Catedrático Emérito de la Universidad de Valladolid.
Entre otras actividades ha sido fundador, junto a Antonio Manuel Campoy y otros, de la revista Tercer Programa; junto a José Sanmartín y otros, del Instituto de Investigación sobre Ciencia y Tecnología (INVESCIT) en Valencia; junto a Quintín Racionero y otros, de la Sociedad Española Leibniz; junto a Javier Echeverría y otros, de la Sociedad de Lógica, Metodología y Filosofía de la Ciencia en España; creador y director de Serie de Matemáticas de la Ed. Tecnos de Madrid; copresidente del Congreso Internacional de Historia y Pedagogía de la Matemática celebrado en Bogotá, Colombia, en 1993.

## Campos de Investigación
El hacer matemático en todas sus facetas -su Historia, su Filosofía, sus creadores, su difusión...- constituye uno de los ejes centrales de la investigación de Lorenzo.
El hacer matemático se muestra en tres facetas: simbólica, conceptual, tecnológica. En 1971 de Lorenzo elaboró una taxonomía y caracterización de los estilos matemáticos a lo largo del proceso histórico matemático.

## Obra

### Libros
1. Hacer científico y pensar filosófico. Temas y problemas. Ed. Fundación Emmanuel Mounier. 2023. ISBN 978-84-15809-85-2
2. La ciencia, sus imágenes, sus conceptos. Ed. Senderos. 2021. ISBN 978-84-122414-4-0
3. Un mundo de artefactos. Breve historia de la ciencia y de la técnica. Ed. Trotta. 2020. ISBN 978-84-9879-825-8
4. Matemática e ideología. Fundamentalismos matemáticos del siglo XX. Ed. Plaza y Valdés. Madrid 2016 ISBN 978-84-16032-76-1
5. Pensar en la matemática. Ed. Comares. 2015 ISBN 978-84-9045-283-7
6. Estilos matemáticos en los inicios del siglo XX. Ed. Nivola, Colección Ciencia Abierta. 2014. M. pp. 224. ISBN 978-84-92493-83-8
7. Fundamentos y enigmas en la Matemática. De Kant a Frege. Ed. Univ. de Va. Va. 2010. pp. 207. ISBN 978-84-8448-561-2
8. Ciencia y Artificio. Ed. Netbiblo. La Coruña 2009. pp. 212. ISBN 978-84-9745-361-5
9. Poincaré. Matemático visionario, politécnico escéptico. Ed. Nivola. M. 2009. pp. 207. ISBN 978-84-92493-00-5
10. Filosofías de la Matemática fin de siglo XX. Ed. Univ. de Va. Va. 2000. pp. 178. ISBN 84-8448-035-6
11. La Matemática: de sus fundamentos y crisis. Ed. Tecnos. M. 1998, pp. 185. ISBN 84-309-3167-8
12. Kant y la Matemática. El uso constructivo de la razón pura. Ed. Tecnos. M. 1992, pp. 180. ISBN 84-309-2207-5
13. Experiencias de la razón. Ed. Univ. de Va. Va. 1992. pp. 364. ISBN 84-7762-258-2
14. El Racionalismo y los problemas del método. Ed. Cincel. M. 1985. pp. 215. ISBN 84-7046-404-3 1.ª reimpresión M. 1991; 3.ª ed. en Ediciones Pedagógicas, M. 1994, ISBN 84-411-0049-7
15. Nociones de Lógica. Publics. Univ. Valladolid. Va. 1985. pp. 170. Dep. Legal: VA. 49-1985.
16. El método axiomático y sus creencias. Ed. Tecnos. M. 1980. pp. 198. ISBN 84-309-0844-7
17. La Matemática y el Problema de su Historia. Ed. Tecnos. M. 1977. ISBN 84-309-0720-3 pp. 198.
18. La Filosofía de la Matemática de Poincaré. Ed. Tecnos. M. 1974. pp. 384. ISBN 84-309-0528-6
19. Iniciación a la Teoría intuitiva de conjuntos. Ed. Tecnos. M. 1972. pp. 150. Depósito legal M. 18840-1972.
20. Introducción al Estilo matemático. Ed. Tecnos. M. 1971. Depósito legal: M. 25.751. Reimpresión en Ed. Tecnos M. 1989. pp. 209. ISBN 84-309-1174-X

### Editor
1. Filosofía de la matemática. Ensayos dedicados al tema coodinados por Javier de Lorenzo. Estudios filosóficos. LXXII 2023
2. Miguel Sánchez-Mazas: Obras Escogidas, vol. II: Lógica, Informática, Derecho. Edición de Javier de Lorenzo y Gabriel Painceyra. Estudio preliminar de Manuel Atienza, pp. 11-17. Ed. Univ. del País Vasco. Pp. 550. SS 2003. ISBN 84-8373-586-5
3. Miguel Sánchez-Mazas: Obras Escogidas, vol I: Concepto y número. La característica numérica universal. Edición y Estudio preliminar a cargo de Javier de Lorenzo. Ed. Univ. del País Vasco. Pp. 508. SS 2003. ISBN 84-8373-523-7
4. Medios de Comunicación y Sociedad: De Información, a Control y Transformación. Ed. Univ. de Valladolid. Va. 2000. pp. 144. ISBN 84-8448-032-1
5. Calculemos... Matemática y Libertad (Homenaje a Miguel Sánchez-Mazas). Con J. Echeverría y Lorenzo Peña. Pp. 449. Ed. Trotta, M. 1996. ISBN 84-8164-083-2

### Capítulos en Libros
- 2020. 'El hacer matemático es un trabajo. Práctica = Razonamiento correcto + deseo recto'. En Verdad práctica. Un concepto en expansión. J.M. Chillón - A. Martínez - Luca Valera (Eds.) Ed. Comares. Pp 155-162. ISBN 978-84-1369-404-7
- 2018. 'Pedro de Lorenzo. Escenas para un retablo de su Vida y Obra'. En Homenaje a Pedro de Lorenzo. Junta de Extremadura. Ba. pp 19-41.
- 2014. ‘La Matemática, un hacer intrínseco a la especie humana’. En Una Ciencia Humana. Libro-homenaje a Camino Cañón. Ed. Univ. Comillas, M. pp. 21-30. ISBN 978-84-8468-563-0
- 2013. ‘Matemática y Filosofía contemporánea’. En 'Rondas en Sais. Ensayos sobre matemáticas y cultura contemporánea. Fernando Zalamea (ed.). Ed. Univ. Nacional de Colombia, Bogotá. Pp. 193-212. ISBN 978-958-761-310-0
- 2011. ‘Creativity and Mathematical Inspiration’. En The Paths of Creation. Creativity in Science and Art. Eds. S. Castro y A. Marcos. Pp. 117-134. Ed. Peter Lang, Berna. ISBN 978-3-0343-0511-2
- 2010. ‘La noción de estilo en matemáticas y arte’. En Arte y Ciencia: mundos convergentes. Eds. Sixto Castro y A. Marcos. Pp. 217-248. Ed Plaza y Valdés, M.-Méx. ISBN 978-84-92751-71-6
- 2008. ‘Creatividad científica y artística’. En Ciencia y Arte. La construcción del espacio pictórico. Ed. M. A. Zalama. ISBN 978-84-933938-8-5 Vall. Pp. 99-122.
- 2006. ‘Mathematical doing and the Philosophies of Mathematics’. Contemporary Perspectives in Philosophy and Methodology of Science. Eds. Wenceslao González y J. Alcolea. Pp. 209-231. Ed. Netbiblo. ISBN 0-9729892-3-4// ISBN 978-0-9729892-3-7
- 2005 a: ‘Filosofías de la Matemática: de Fundamentaciones y Construcciones’. Enciclopedia Iberoamericana de Filosofía, vol. 28: Filosofía de las ciencias naturales, sociales y matemáticas. Ed. Anna Estany. Ed. Trotta-CSIC, M. Pp. 19-43.
- 2005 b: ‘La Matemática en el siglo XX’. Cap. 28 de El legado filosófico y científico del siglo XX. Coords. M. Garrido, Valdés, Arenas. Ed. Cátedra. M. pp.743-753.
- 2003 a. ‘Miguel Sánchez-Mazas y el Sueño de Leibniz’. En Obras Escogidas, vol. I Miguel Sánchez-Mazas. Pp. 11-23. Univ. Del País Vasco.
- 2002: ‘Introducción. Ensayo preliminar’ a Henri Poincaré: Ciencia e Hipótesis. Espasa Calpe. M. ISBN 84-670-0143-7, pp. 9-48.
- 2001 a. ‘El infinito matemático’. En Ideas del infinito. Serie Temas 23 de Investigación y Ciencia, Prensa Científica, B. 1.er trimestre, pp. 4-9.
- 2001 b: ‘Matemática, ciencia, conocimiento’. En Racionalidad científica y racionalidad humana (eds. Vega – Maldonado – Marcos), Editoriales Univ Valladolid, Univ. El Bosque de Bogotá. ISBN 84-8448-108-5 pp. 91-106
- 2001 c: ‘La Matemática, un Lenguaje para las Ciencias... y algo más’. En Matemática, Ciencia y Sociedad (eds. C. Palencia – J. G. Tena). Ed. Univ. Valladolid. ISBN 84-8448-116-6 pp. 83-116.
- 2000: ‘De Revolución Industrial a Revolución Tecnológica’. En J. De Lorenzo (ed.): Medios de Comunicación y Sociedad: De Información, a Control y Transformación. Ed. Univ. Va. pp. 13-33.
- 1998. ‘Criterios conceptuales para unas historias de la matemática’. En Padilla-Drudis Baldrich (eds) Wittgenstein y el Círculo de Viena. Cuenca, Ed. Univ. Castilla-La Mancha. pp. 237-247. ISBN 84-89958-26-2
- 1997: ‘Demonstrative Ways in Mathematical Doing’. En Ibarra-Mormann (eds.) Representations of Scientific Rationality. Contemporary Formal Philosophy of Science in Spain. Poznan Studies in The Philosophy of the Sciences and the Humanities, vol. 61: 301-319. Ámsterdam. ISBN 90-420-0324-3
- 1996 a.: ‘El ordenador y la demostración matemática’. En J. Echeverría, J. de Lorenzo, L. Peña (Eds.): Calculemos... Matemáticas y libertad (Homenaje a Miguel Sánchez-Mazas). Ed. Trotta, M.: 187-201.
- 1996 b.: ‘The Mathematical Work-Mode and its Styles’. En E. Ausejo, M. Hormigón (eds.): Paradigms and Mathematics. Ed. siglo XXI. M.: 215-231. ISBN 84-323-0921-4
- 1995: ‘Álgebra en Bachillerato’. En T. Ortega (ed.): La Enseñanza de las Matemáticas en la ESO y en Bachillerato. ICE. Univ. Va.: 37-43. ISBN 84-7762-461-5
- 1992: ‘Ciencia y Vanguardia’. En Las Vanguardias. Renovación de los Lenguajes Poéticos (2). Albadalejo-Blasco-de la Fuente (eds.): 33-59. Ediciones Júcar. M. ISBN 84-334-8306-4

### Ensayos (Selección)
- 2023 a: 'Ways of Thinking in Mathematics'. Annals of Mathematics and Philosophy vol I, n.º 1 pp. 111-126
- 2023 b: 'De entes de ficción y el Hacer matemático'. Estudios Filosóficos LXXII, pp. 385-406
- 2020 a: 'Papel de la Matemática en el conocimiento en la vida ordinaria'. Naturaleza y Libertad, 14 pp. 123-162
- 2020 b. 'The fanciful optimism of Miguel Sánchez-Mazas. Let us calculate... Freedom and Justice'. Con Andoni Ibarra. Theoria 35(3) pp. 255-265
- 2019. 'Ciencia y Técnica, Matemática, Bellas Artes'. Estudios Filosóficos, vol. LXVIII, pp. 81-110
- 2017. ¿Qué papel tiene el filósofo en el mundo aquí y ahora? Estudios Filosóficos LXVI Pp. 419-440
- 2012 a: Matemática con estilo. Investigación y Ciencia, ISSN 0210136X, enero. Pp. 46-47.
- 2012 b: ‘Recordando a Poincaré y a Flos Sophorum’. Estudios Filosóficos, vol. LXI, n.º 177, pp. 341-355.
- 2010: ‘El Hacer matemático es arte y arte bello’. Boletín de la Real Academia de Extremadura. ISSN 1130-0612. Tomo XVIII, pp. 381-397.
- 2009: ‘Matemática e Ideología: Nicolás Bourbaki’. Boletín de la Real Academia de Extremadura, ISSN 1130-0612. Tomo XVII, pp. 71-108.
- 2007: ‘Imágenes del Hacer matemático’. Estudios Filosóficos LVI, n.º 162 mayo-agosto. ISNN 0210-6086. pp. 229-248.
- 2005 a: ‘Leibniz – L’Höpital y el Cálculo diferencial’. Estudios Filosóficos LIV, n.º 155, pp. 59-109
- 2005 b: ‘Del Hacer matemático, su historia y su plasmación educativa’. La Gaceta de la Real Sociedad Matemática Española, vol. 8.2, pp. 397-417.
- 2005 c: ‘Poincaré, pensador de la matemática’. Conferencies FME, vol. I. Univ. Politécnica de Cataluña. B. pp. 59-89.
- 2004 a. ‘La certeza absoluta’. Mente y cerebro, n.º 8. pp. 96.
- 2004 b. ‘El “Programa Poincaré” o funciones del matemático’. Arbor CLXXVIII, 704, agosto. pp. 645-667.
- 2003: ‘Del Hacer matemático y sus filosofías’. Llull, vol. 26, pp. 903-917.
- 2002 a: ‘En el principio fue el calculus’. Actas del Congreso Intnal. Ciencia, Tecnología y Bien común: La actualidad de Leibniz. Univ. Politécnica de Valencia. pp.107-118. ISBN 84-9705-205-6
- 2002 b: ‘Leibniz y la Matemática’. En M. Luna-C. Roldán-J. Arana (eds.) Treinta años de estudios leibnizianos. Themata. Rev. de Filosofía n.º 29, pp. 45-52.
- 2001 a: ‘Reflexiones críticas en torno a Kant y el Hacer matemático`. Estudios Filosóficos 143, vol. L, enero-abril. pp. 7-35.
- 2001 b: ‘De la Matemática, de la Educación y su Enseñanza’. Endoxa n.º 14, número extraordinario dedicado a ciencia y educación, ed. de Estany-Izquierdo-Sellés, pp. 183-197. UNED, M.
- 2000: ‘Demostración con ordenador’. Rev. Números, Sociedad Canaria Isaac Newton, vols. 43-44, Set.-Dcbre 2000, (ed. A. Martinón) pp. 401-404 en coedición con Las matemáticas del s. XX, Ed. Nivola, M. ISBN 84-95599-03-1 pp. 401-404.
- 1997: ‘Filosofías de la Matemática, fin de siglo XX. Breve panorama’. Mathesis 13: 1-115.
- 1996: ‘In Memoriam: Vicente Muñoz-Delgado’. Theoría n.º 26, Mayo: 208-209.
- 1995 a: ‘Derivación formal: Análisis crítico’. Estudios Filosóficos, n.º 125, vol. XLIV: 35-65.
- 1995 b: ‘Historia de la Matemática: Problemática actual’. Arbor CLII, 600 (Dcbre.): 59-76.
- 1994 a.: ‘La característica numérica universal de Sánchez-Mazas’. Prólogo a la obra Actualización de la Característica universal de Leibniz de M. Sánchez-Mazas. Cuadernos Universitarios de THEORIA. CALIJ, SS.: 5-12.
- 1994 b.: ‘El discurso matemático: ideograma y lenguaje natural’. Mathesis 10-3: 235-254. México.
- 1993 a.: ‘La razón constructiva matemática y sus haceres’. Mathesis 9: 129-153. México.
- 1993 b.: ‘Aportes epistemológicos del hacer matemático’. Ideas y Valores. Revista Colombiana de Filosofía, n.º 92-93, Dbre.: 79-95. Bogotá, Colombia.
- 1992 a: ‘Racionalidad constructiva matemática’. Estudios Filosóficos, 41: 7-24.
- 1992 b: ‘En lugar de discutir, calculemos’. Actas VII Congreso de Lenguajes naturales y Lenguajes formales: 99-106. PPU, B.
- 1992 c: ‘La Matemática, ¿incompleta, aleatoria, experimental?’ Theoría, 16-17-18, vol VII tomo A: 423-450.
- 1992 d: ‘Matemática y Filosofía: sus ‘nefastas’ influencias mutuas. "Nuevas" filosofías de la Matemática’. El Basilisco 2.ª él. 13: 3-13.
- 1992 e: ‘Dónde situar la matemática’. Mathesis 8: 369-387. México.
- 1991 a: ‘Historia de la Matemática’. Mathesis, VII, 2. México: 133-157.
- 1991 b: ‘Leibniz-Frege: ¿utopías de la razón conceptual?’ Theoría, 14-15: 97-114.
- 1990 a: ‘La Matemática en Galileo’. Estudios Filosóficos, 110: 33-82.
- 1990 b: ‘De Lógica y Matemática o dónde situar el mundo matemático’. El Basilisco, 2.ª ép., 4: 19-30.
- 1989: ‘La Matemática y el Ámbito conceptual’. Revista de Filosofía M, 3.ª ép. 1: 43-53.
- 1988 a: ‘Para una lectura de Philosophiae naturalis Principia mathematica’. Theoría, 5-6: 257-284.
- 1988 b: ‘Historia de la matemática. Problemas, métodos’. Arbor, 505: 111-141.
- 1988 c: ‘José Gallego-Díaz’. Theoría, 7-9: 555-563.
- 1988 d: ‘Galileo, la búsqueda de la verdad’. Actas del IV Congreso Intnal de Hist. de las Ciencias y la Técnica bajo el título Estudios sobre Historia de la Ciencia y de la Técnica. Eds. Esteban Piñeiro, García Tapia y otros. 2 vols. Va. 1988, ISBN 84-505-7144-8 En vol. I: 67-83.
- 1987 a: ‘De qué habla el matemático’. Actas del II Congr. Lenguajes naturales y Lenguajes ‘formales, Univ. B: 65-84.
- 1987 b: ‘Estudio preliminar’ a Leibniz, Análisis infinitesimal. Ed. Tecnos, M.: VII-LXXIX. ISBN 84-309-1383-1 2.ª ed. 1994.
- 1985: ‘Pascal y los indivisibles’. Theoría, 1: 87-120.
- 1984: ‘La Matemática en Marx y Engels’. Sistema, 63: 59-84.
- 1983: ‘Nota sobre el teorema de compacticidad en los sistemas formales’. Estudios Filosóficos, 91: 519-523.
- 1981: ‘Matemática y Crítica’. Estudios Filosóficos, 83, n.º monográfico dedicado a Crítica de la razón pura: 63-95.
- 1980: ‘La muerte de la Geometría’. Revista de Bachillerato, Monográfico, 13: 31-34.
- 1979 a: ‘Frege y su Begriffsschrift’’. Investigación y Ciencia, Set.: 100-112. Reimpreso en Temas 1: Grandes matemáticos. Prensa Científica, B. 1995: 106-119.
- 1979 b: ‘Lógica y Matemática en Gödel’. Estudios Filosóficos, 79: 391-453.
- 1979 c: ‘Matemática, modelos y Experiencia’. Actas XXX Congreso Intnal. de la CIAEM, pp. 162-172. Reproducido en Revista de Bachillerato, 9: 37-44.
- 1977 a.: ‘Creencia y Lógica en la Matemática’. Revista de Occidente 3.ª ép., 18: 10-17.
- 1977 b: ‘Matemática y pensamiento o enseñar Matemática ¿para qué?’. Revista de Bachillerato, 3: 18-26.
- 1976 a: ‘¿Se enseña matemática moderna elemental?’ Revista de Occidente 3.ª ép., 9: 64-68.
- 1976 b: ‘Mitos de la ciencia’. Estudios Filosóficos, 70: 347-392.
- 1975: ‘Teoría de conjuntos: la creación de Cantor’. Revista de Occidente, 2.ª ép., 147: 292-310.
- 1974: ‘En torno al hacer matemático y al problema de su historia’. Teorema: 379-407.
- 1973: ‘Matemática y Medicina’. Tribuna Médica, n.º 7-14-21-28 Dcbre.
- 1972 a: ‘Russell ante el inicio de la matemática’. Teorema V: 45-53.
- 1972 b.: ‘Ciencia y Arte’. Tercer Programa, 18: 61-84.
- 1969: ‘Gaspar Monge’. Tercer Programa, 12: 63-88.
- 1967: ‘Platón y la Matemática’. Tercer Programa, 7: 7-46.
- 1966: ‘Niels Henrik Abel’. Tercer Programa, 1: 77-118.

## Estudios y referencias
- “Matemática, Ciencia y Filosofía. Libro-homenaje a Javier de Lorenzo”. J.M. Chillón-F. Calderón (eds.). ISBN 978-84-943176-2-0 pp. 230. 2014.
- Paolo Mancuso: “Mathematical Style”. Stanford Enciclopedia of Philosophy. Primera publicación. Julio 2009.
- Jesús Hernando Pérez Alcázar: Una fundamentación de la historia de las matemáticas. Ed. Univ. Pedagógica Nacional, Bogotá, Colombia 2007.
- Fernando Zalamea: “Javier de Lorenzo: por una filosofía dinámica de la praxis matemática”. Revista Mathesis, enero-junio de 2007, México. pp. 1-35
- Manuel Pecellín Lancharro: Ensayistas extremeños contemporáneos. Real Academia de Extremadura, 2005. pp. 74-77.
- José Ramón Ortiz: “El Estilo matemático”. Boletín de la Asociación Matemática Venezolana, vol. II-1. pp. 47-55, 1995.
- Eladio Chavarri: “Experiencias de la razón”. Estudios Filosóficos, 123 (1994), PP. 295-309.
- Anne-Françoise Schmid: “Javier de Lorenzo, La filosofía de la matemática de Jules Henri Poincaré». Revue d’Histoire des Sciences, XXXI-2, París 1978. pp. 183-185
- Francisco Larroyo: "Filosofía de las Matemáticas". Ed Porrúa. México 1976 Pp. 273-278